# José Luis Cordeiro
José Luis Cordeiro Mateo (Caracas, Venezuela; 1 de abril de 1962) es un ingeniero, economista, político, futurista, y transhumanista Venezolano nacido en Venezuela que ha desarrollado su actividad profesional en diferentes ámbitos, incluidos el desarrollo económico, las relaciones internacionales, América Latina, la Unión Europea, políticas monetarias, estudios constitucionales comparados, tendencias energéticas, criónica y longevidad.

## Biografía
Cordeiro nació en Caracas, Venezuela, de padres españoles que emigraron desde Madrid durante la dictadura franquista.
Cordeiro obtuvo una licenciatura y un máster en ingeniería mecánica en el Instituto de Tecnología de Massachusetts (MIT), Cambridge, EE. UU. Posteriormente, cursó estudios de economía internacional y política comparada en la Universidad de Georgetown de Washington, EE. UU., y obtuvo un máster de economía (MBA) en la Institut Européen d’Administration des Affaires (INSEAD) de Fontainebleau, Francia, con una especialidad en finanzas y globalización. Comenzó su tesis doctoral en la MIT, la continuó en Tokio, Japón, y finalmente se doctoró en la Universidad Simón Bolívar (USB) de Caracas.
Después de graduarse, Cordeiro trabajó como ingeniero de exploración petrolífera para Schlumberger Limited. Más adelante actuó como asesor de empresas petroleras, entre las que se encuentran BP, Chevron Corporation, ExxonMobil, PDVSA, Pemex, Petrobras, Shell y Total. Posteriormente, en París, fue consultor en Booz Allen Hamilton como especialista en estrategia, reestructuración y finanzas.
Cordeiro ha sido defensor de las políticas monetarias saneadas y la dolarización de Europa del Este y Latinoamérica. El libro que publicó en 1999, La Segunda Muerte de Sucre, proporcionó respaldo académico al cambio del sucre al dólar como moneda oficial de Ecuador, a raíz de lo que se le consideró uno de los promotores intelectuales de esta transformación.
Cordeiro es miembro internacional de la World Academy of Art and Science (WAAS), director ejecutivo de la Red Iberoamericana de Futuristas (Ibero-American Futurists Network), director de The Millennium Project, vicepresidente de Humanity Plus, así como exdirector del Club de Roma (Capítulo Venezolano), de Humanity Plus y del Instituto Extropy. A su vez, ha sido profesor invitado en instituciones académicas como el Institute of Developing Economies IDE – JETRO en Tokio, Japón, el Instituto Tecnológico y de Estudios Superiores de Monterrey en México, la Universidad de la Singularidad en el Centro de Investigación Ames de Silicon Valley, California, el Instituto de Física y Tecnología de Moscú (MIPT) y el Higher School of Economics en Rusia.
Cordeiro tiene una columna de opinión quincenal en El Universal, el periódico de mayor tirada en Venezuela, desde 1996.
En 2008, Cordeiro realizó la última entrevista pública al escritor de ciencia ficción Arthur C. Clarke en la residencia de Clarke en Sri Lanka.
Es miembro vitalicio de las sociedades de honor Sigma Xi, Tau Beta Pi y Beta Gamma Sigma.
En las Elecciones europeas de 2019, Cordeiro fue candidato por el Movimiento Independiente Euro Latino, promoviendo la representación de los latinoamericanos en España y Europa, así como la ciencia y la investigación para construir mejores sociedades.

## Filosofía
Se ha descrito a Cordeiro como "un optimista empedernido siempre repleto de energía". Ha dicho a las audiencias que “se olviden de coches voladores y mayordomos robot y el futuro será un lugar muchísimo más interesante”. Afirma que la nanotecnología, la biotecnología, la infotecnología, y la cognotecnología (NBIC) son las cuatro tecnologías principales que “están empujando a la humanidad a la era posthumana” y asegura que “en el futuro actualizaremos nuestros cerebros cada cuatro años de la misma forma que hoy en día actualizamos el hardware de nuestro ordenador”.
En 2009, Cordeiro presentó una ponencia en el marco de la Conferencia de Futuristas en Lucerna sobre el concepto de 'Singularidad': "un momento no demasiado lejano en el que la inteligencia artificial superará las capacidades humanas; un tiempo en el que nos fusionaremos con las máquinas". Como profesor de la Universidad de la Singularidad, añadió que "el propósito de la Universidad de la Singularidad es preparar a la humanidad para esta transformación". Aunque La universidad de la singularidad ha negado que el haya sido profesor en ningún momento.
Cordeiro acuñó el término "Energularidad" para referirse al “al mayor cambio en la industria más potente de nuestro planeta... el giro de la industria energética de los combustibles fósiles a la energía solar, eólica, geotérmica o de fusión”. También acuñó el "Benesuela" como contrapunto a "Venezuela" en referencia a la situación educativa en el país.
En un conjunto de predicciones sobre América Latina en 2030, Cordeiro y Millennium Project subrayaron dos escenarios extremos: "Dios es latinoamericano" y la "Desintegración en el Infierno".
El New York Times ha parafraseado a Cordeiro diciendo que "La historia constitucional de América Latina es la más convulsiva del mundo. Las Constituciones parecen haberse convertido en camisas, ni siquiera en trajes, que los mandatarios se ponen y se quitan a su antojo"
De acuerdo con las predicciones de Ray Kurzweil que aseguran que la Singularidad tecnológica ocurrirá para 2045, Cordeiro afirma que “la muerte será opcional en 2045”. Esto será posible “gracias a los avances exponenciales de la inteligencia artificial, la regeneración de los tejidos, los tratamientos con células madre, la impresión de órganos, la criopreservación, así como a las terapias genéticas o inmunológicas que resolverán el problema del envejecimiento del cuerpo humano”.

## Libros
- El desafío latinoamericano (1996)
- El gran tabú venezolano: la desestatización y democratización del petróleo (1998)
- The Great Taboo (1998)
- Benesuela vs. Venezuela: el combate educativo del siglo (1998)
- La segunda muerte de Bolívar... y el renacer de Venezuela (1998)
- La segunda muerte de Sucre... y el renacer del Ecuador (1998)
- ¿Pesos o dólares? (2000)
- El desafío latinoamericano y sus cinco grandes retos (2007)
- Constitutions Around the World: A comparative View from Latin America (2009)
- Telephones and Economic Development: A Worldwide Long-Term (2010)
- Latinoamérica 2030: Estudio Delphi y Escenarios (2014)
- La muerte de la muerte: La posibilidad científica de la inmortalidad física y su defensa moral (2018)